# Erythrodiplax corallina
Erythrodiplax corallina is een libellensoort uit de familie van de korenbouten (Libellulidae), onderorde echte libellen (Anisoptera).
De wetenschappelijke naam Erythrodiplax corallina is voor het eerst geldig gepubliceerd in 1865 door Brauer.